# Anna Ridler
Anna Ridler (Londres, 1985) es una artista e investigadora que vive y trabaja en Londres. Opera con colecciones de información o datos, particularmente conjuntos de datos autogenerados, para crear narrativas nuevas e inusuales en una variedad de medios.
Su trabajo ha sido exhibido en instituciones culturales como el Victoria and Albert Museum, Tate Modern, Barbican Center, Centre Pompidou, The Photographers' Gallery, ZKM Center for Art and Media Karlsruhe y Ars Electronica

## Biografía
Nacida en Londres en 1985, Ridler pasó su infancia entre Atlanta, Georgia y el Reino Unido. Obtuvo una licenciatura en literatura e idioma inglés de la Universidad de Oxford en 2007 y una maestría en diseño de experiencias de información del Royal College of Art en 2017.

## Arte
Un elemento central del trabajo de Ridler radica en la creación de conjuntos de datos hechos a mano a través de un laborioso proceso de selección y clasificación de imágenes y texto. Al crear sus propios conjuntos de datos, Ridler puede descubrir y exponer temas y conceptos subyacentes al tiempo que invierte el proceso habitual de extraer imágenes preclasificadas que se encuentran en grandes bases de datos en Internet. Sus intereses son el dibujo, el aprendizaje automático, la recopilación de datos, la narración de historias y la tecnología.

## Obras seleccionadas
Algunos de los trabajos más resaltables de Anna Ridler se encuentran dentro de su 'serie de tulipanes', que explora la histeria en torno a la tulipomanía, comparándola con la especulación y las burbujas que rodean a las criptomonedas La serie se expresa en tres formas: un conjunto de datos fotográficos en Myriad (Tulips), 2018; dos iteraciones de videos generados por máquinas en Mosaic Virus (2018) y Mosaic Virus (2019); así como un sitio web con una aplicación descentralizada en funcionamiento en Bloemenveiling (Subasta de flores - 2019).

### Miríada (Tulipanes)(2018)
Quería reunir ideas sobre el capitalismo, el valor y la naturaleza tangible e intangible de la especulación, y el colapso de dos momentos muy diferentes pero sorprendentemente similares en la historia.
Anna Ridler

Myriad (Tulips) (2018) es una instalación de diez mil fotografías etiquetadas a mano que forman un conjunto de datos de tulipanes únicos. Las diez mil, o miríadas, de fotografías fueron tomadas por Ridler en el transcurso de tres meses, aproximadamente la duración de una temporada de tulipanes, en Utrecht Cada fotografía se fija cuidadosamente una por una con imanes a una pared negra especialmente pintada en un proceso laborioso para formar una cuadrícula aparentemente precisa.
Myriad (Tulips) (2018) se exhibió en AI: More than Human, Barbican Centre, Londres, Reino Unido (16 de mayo - 26 de agosto de 2019); Error—The Art of Imperfection, Ars Electronica Export, Berlín, Alemania (17 de noviembre de 2018 - 3 de marzo de 2019); Peer to Peer, Centro de Fotografía de Shanghái, Shanghái, China (8 de diciembre - 9 de febrero de 2020).
El trabajo apareció en Bloomberg, It's Nice That, e Hyperallergic.
Por Myriad (Tulips), Ridler fue nominada para el premio Beazley Design of the Year por su presentación de una perspectiva alternativa sobre cómo interactuar con la inteligencia artificial; demostrando una desviación de la propiedad y el control de las grandes corporaciones a un proceso más personalizado de construcción y conceptualización desde cero.

### Virus del mosaico(2018, 2019)
Mosaic Virus (2018) es una instalación de video de pantalla única que muestra una cuadrícula de tulipanes en flor en continua evolución. Para Mosaic Virus (2019), Ridler usó tres pantallas. La apariencia de los tulipanes está controlada por inteligencia artificial utilizando las fluctuaciones en el precio de bitcoin Las rayas en los pétalos de los tulipanes reflejan el valor de la criptomoneda Ridler establece paralelismos con la tulipomanía del siglo XVII; representando la histeria y la especulación en torno a las criptomonedas La obra toma su nombre del virus del mosaico que causaba rayas en los pétalos de los tulipanes, aumentando posteriormente su atractivo y generando precios especulativos.
Ridler entrenó una red adversarial general (GAN) en el set de diez mil fotografías de tulipanes individuales de su obra Myriad (Tulipanes) Usó una técnica llamada normalización espectral para mejorar la salida.
El trabajo se exhibió en Error—The Art of Imperfection, Ars Electronica Export, Berlín, Alemania (17 de noviembre de 2018 - 3 de marzo de 2019).

### Bloemenveiling(2019)
Bloemenveiling (2019) es una subasta de tulipanes generados por inteligencia artificial en la cadena de bloques en forma de una aplicación descentralizada en funcionamiento: Ridler colaboró con el científico investigador principal de DeepMind, David Pfau, para investigar si la cadena de bloques podría usarse como un medio para encontrar sustancia poética dentro de ella. La pieza interroga la forma en que la tecnología impulsa el deseo humano y la dinámica económica al crear una escasez artificial
En el trabajo, piezas cortas de imágenes en movimiento de tulipanes creadas por redes adversarias generativas se venden en una subasta mediante contratos inteligentes en la red Ethereum Cada vez que se vende un tulipán, miles de computadoras en todo el mundo trabajan para verificar la transacción, comparando el trabajo de los demás. Si bien la inteligencia artificial detrás de las piezas de imágenes en movimiento tiene el potencial de generar flores infinitas, la enorme red distribuida se utiliza, a un gran costo ambiental, para introducir escasez en un recurso que de otro modo sería ilimitado.
Bloemenveiling se exhibió en Entangled Realities, HEK Basel, Basilea, Suiza en 2019.